# Normal (Illinois)
Normal je gradић u američkoj saveznoj državi Ilinois. Prema popisu stanovništva iz 2010. u njemu je živjelo 52.497 stanovnika.